# Varazze
Varazze (im Ligurischen auch Väze) ist eine italienische Gemeinde mit 12.523 Einwohnern (Stand 31. Dezember 2023) in der Region Ligurien. Politisch gehört Varazze zu der Provinz Savona.

## Geographie

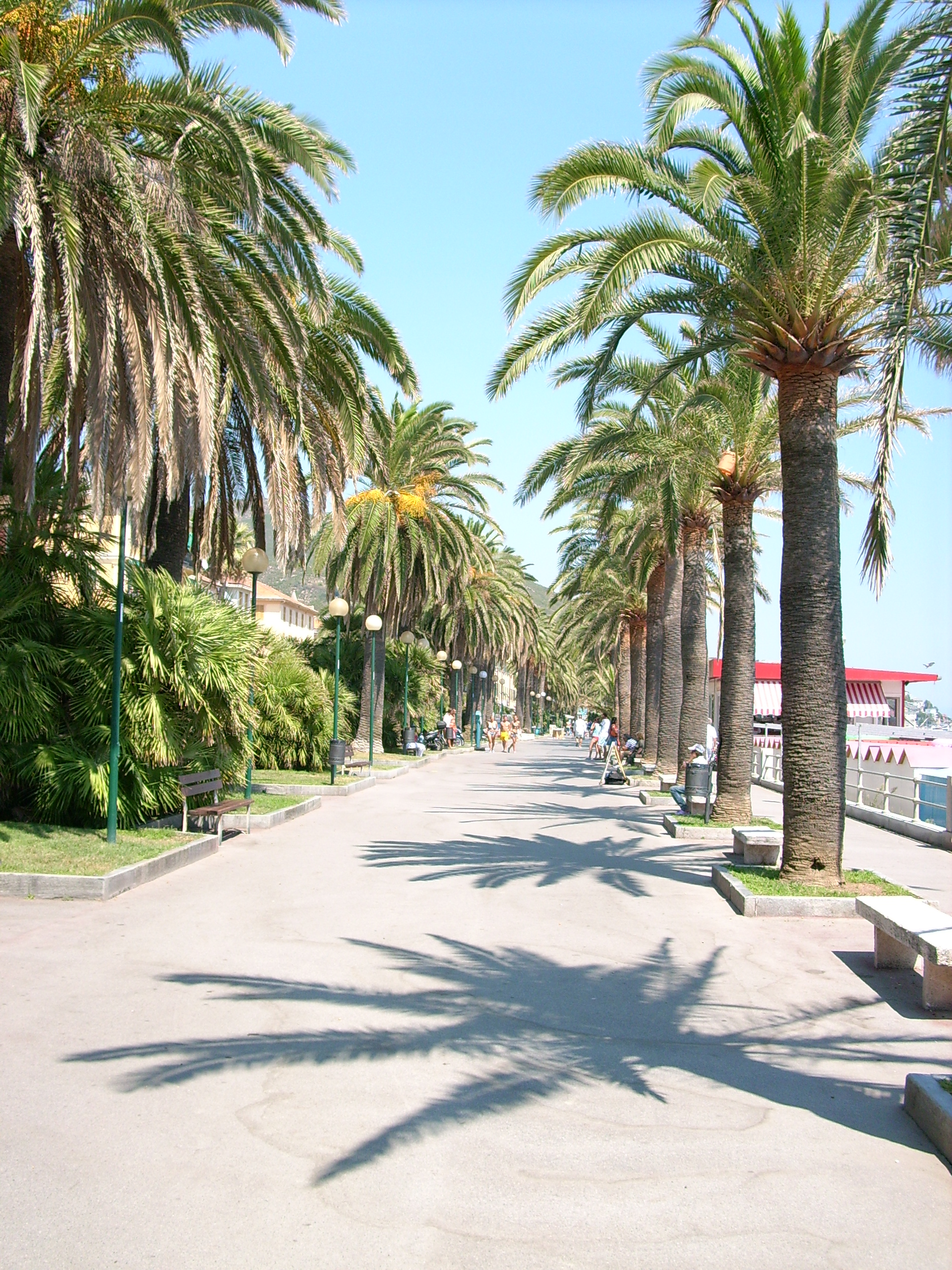
Die Strandpromenade von Varazze

Die Gemeinde liegt in der Riviera di Ponente, an einer Bucht, welche von den Landspitzen von Mola und Aspera begrenzt wird. Das Gemeindegebiet gehört zur Comunità Montana del Giovo und dem Naturpark Beigua (Parco naturale regionale del Beigua). Die Entfernung zur Provinzhauptstadt Savona beträgt ungefähr 13 Kilometer.
Im Jahre 2007 wurde Varazze die Blaue Flagge zuerkannt, welcher Badeorte mit besonders hoher Wasser- und Strandqualität auszeichnet.
Nach der italienischen Klassifizierung bezüglich seismischer Aktivität wurde Zoagli der Zone 4 zugeordnet. Das bedeutet, dass sich die Gemeinde in einer seismisch inerten Zone befindet.

## Klima
Die Gemeinde Varazze wird unter Klimakategorie D klassifiziert, da die Gradtagzahl einen Wert von 1499 besitzt. Das heißt, die in Italien gesetzlich geregelte Heizperiode liegt zwischen dem 1. November und dem 15. April für jeweils 12 Stunden pro Tag.

## Geschichte
Erstmalige Erwähnung erfährt die Ortschaft im 10. Jahrhundert unter dem Namen Varagine. Das Dorf entwickelte sich in unmittelbarer Nähe des römischen Stützpunktes Ad Navalia, der auf der Tabula Peutingeriana verzeichnet ist.
Aufgrund seiner Bedeutung im Schiffbau wurde der Ort von den beiden Städten Savona und Genua erbittert umkämpft. Bis 1227 war Varazze Lehnsgut der Familie Ponzone. In Folge wurde es eine autonome Gemeinde und 1290 von Malocello an die Republik Genua verkauft. Durch die Erstehung der Ortschaft erlangte die Republik die Kontrolle über weite Landstriche inklusive der Ortschaften Celle Ligure und Albisola.
1525 verlor Ugo De Moncarda, Kommandant der Flotte von Karl V., bei Varazze eine Seeschlacht gegen die Franzosen und wurde daraufhin gefangen genommen. 1798 löste Napoleon Bonaparte die genuesische Republik auf und annektierte das gesamte Territorium.
Nach dem Sturz Napoleons ging Varazze, wie die gesamte Region auch, in den Besitz des Sardischen Königreichs über. 1861 wurde Varazze dem Italienischen Königreich einverleibt.

## Verkehr

### Straßen und Autobahnen
Varazze liegt an der Staatsstraße 1 (Strada statale) Via Aurelia. Außerdem ist die Gemeinde über einen eigenen Autobahnzubringer mit der Autobahn A10 verbunden.

### Schienennetz
Varazze besitzt einen Bahnhof an der Bahnstrecke Genua–Ventimiglia und wird von den Regionalzügen des Abschnitts Savona – Genua bedient.

## Gemeindepartnerschaften
- Palmi, Italien

## Sport
Varazze ist regelmäßig Etappenziel des Giro d’Italia:
- Giro d’Italia 1976 – 14. Etappe: Il Ciocco – Varazze (227 km), Etappensieger wurde der Italiener Francesco Moser
- Giro d’Italia 1976 – 15. Etappe: Varazze – Ozegna (216 km), Etappensieger wurde der Belgier Rik Van Linden
- Giro d’Italia 1993 – 17. Etappe: Varazze – Valle Varaita (223 km), Etappensieger wurde der Italiener Marco Saligari
- Giro d’Italia 1997 – 12. Etappe: La Spezia – Varazze (214 km), Etappensieger wurde der Italiener Giuseppe Di Grande
- Giro d’Italia 1997 – 13. Etappe: Varazze – Cuneo (146 km), Etappensieger wurde der Schwede Glenn Magnusson
- Giro d’Italia 2002 – 6. Etappe: Cuneo – Varazze (190 km), Etappensieger wurde der Italiener Giovanni Lombardi
- Giro d’Italia 2005 – 16. Etappe: Lissone – Varazze (207 km), Etappensieger wurde der Franzose Christophe Le Mével
- Giro d’Italia 2005 – 17. Etappe: Varazze – Limone Piemonte (194 km), Etappensieger wurde der Italiener Ivan Basso

## Söhne und Töchter der Stadt
- Jacobus de Voragine (um 1230–1298), Erzbischof und kirchenlateinischer Schriftsteller
- Lancelotto Malocello (um 1270–nach 1336), Seefahrer
- Lelio Basso (1903–1978), linkssozialistischer Politiker
- Maurizio Turone (* 1948), Fußballspieler
- Pippo Delbono (* 1959), Regisseur und Schauspieler